# Miradouro do Pico do Carvão

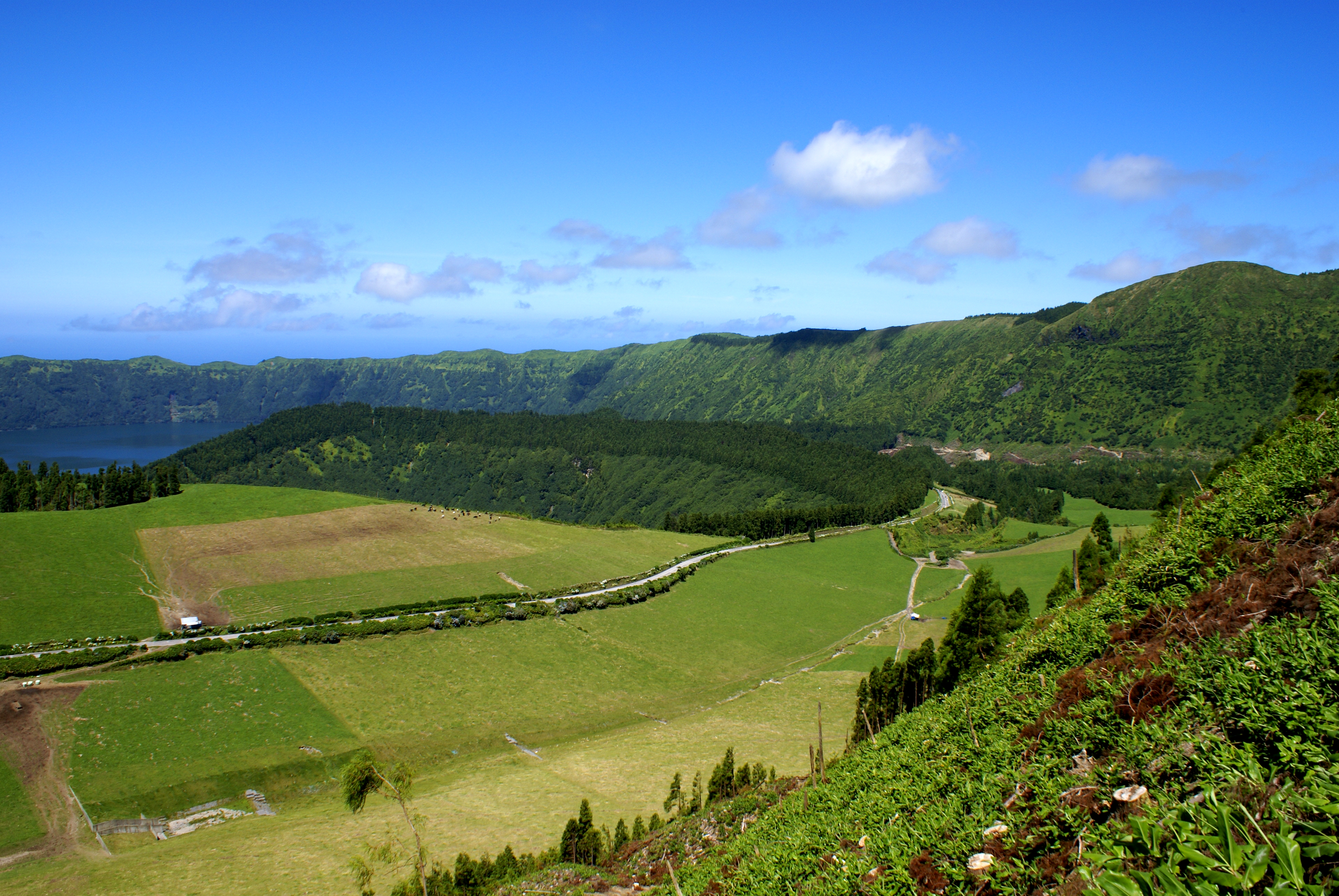
Zona das Sete Cidades, Miradouro do Pico do Carvão.

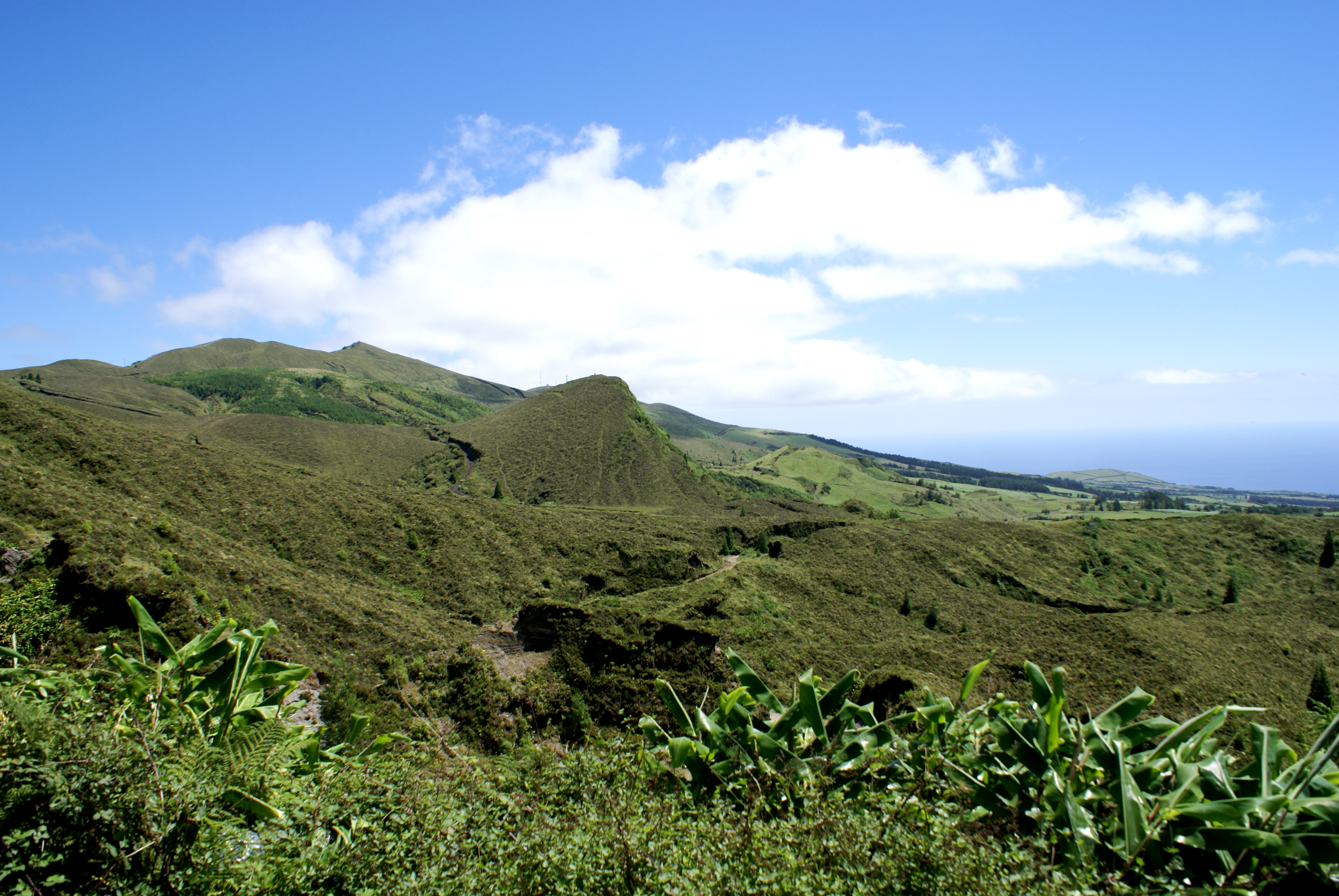
Zona das Sete Cidades, Miradouro do Pico do Carvão, Cone vulcânico.

O Miradouro do Pico do Carvão é um miradouro português localizado nas Sete Cidades, concelho de Ponta Delgada, ilha açoriana de São Miguel.
Este miradouro oferece uma vista muito ampla sobre as montanhas do Maciço das Sete cidades e sobre o litoral norte e sul da ilha.
Daqui é possível vista uma vasta extensão de cones vulcânicos que se estendem desde o concelho de Ponta Delgada ao concelho da Ribeira Grande, tendo sempre como pano de fundo várias lagoas, como é o caso da Lagoa do Carvão, da Lagoa do Caldeirão Grande, da Lagoa do Peixe, da Lagoa das Achadas e da Lagoa das Éguas. 
Encontra-se ainda nas suas imediações o Pico do Boi, o Pico das Éguas e o Pico do Carvão.
Situa-se nas coordenadas UTM - 26S 6112.4187 e a uma altitude de 648 metros